# 파이퍼 커다
파이퍼 커다(영어: Piper Curda, 1997년 8월 16일 ~ )는 미국의 배우, 가수이다. 아버지 스티븐 K. 커다는 육군 준장으로, 미국 육군 예비군에서 한국계 미국인 최초로 1성 장군 계급에 도달하였다. 어머니는 스코틀랜드계이다. 형제자매 넷도 전부 연예 활동을 하며, 같은 작품에 함께 출연하기도 했다.

## 출연 작품

### 영화
- 더 레치드: 악령의 저주 (2019)
- 메이 디셈버 (2023) - 오너 애서턴유 역

### 텔레비전
- 로앤오더: 성범죄 전담반 (2011)
- 바디 오브 프루프 (2011)
- 리졸리 앤 아일스 (2013)
- A.N.T. 영재 클럽 (2013-14)
- 리브 & 매디 (2014)
- 내가 안 했다니까! (2014-15)
- 루키 (2021)
- 레거시스 (2022)
- 플래시 (2022-23)